# Leonardo Bitetto
Leonardo Bitetto, detto anche Dino (Bari, 23 aprile 1959), è un allenatore di calcio ed ex calciatore italiano, di ruolo centrocampista o difensore, tecnico del Costa d'Amalfi.

## Carriera

### Giocatore
Debutta nei campionati dilettantistici con la Grumese di Grumo Appula nel 1976, per passare l'anno successivo al Bari dove fa il suo esordio in Serie B nel campionato 1977-1978. Nella stagione seguente vince il campionato di Serie C1 1978-1979 con il Matera, e poi disputa un campionato di Serie C1 con il Siracusa.

Bitetto alla Cavese nel 1983

Dal 1980 al 1982 gioca nuovamente nel Bari con cui disputa due campionati di Serie B, e nel 1982 passa alla Cavese dove gioca due stagioni nella serie cadetta, prima del grave infortunio avvenuto nel campionato 1983-1984 che lo costringe a terminare in anticipo la carriera da calciatore.
In totale conta 97 presenze e un gol in cinque campionati di Serie B disputati con le maglie di Bari e Cavese.

### Allenatore
Dopo aver allenato le giovanili del Bari, la carriera da allenatore si svolge prevalentemente in Serie C1 e Serie C2. Con il Manfredonia ottiene una doppia promozione, vincendo il campionato di Serie D 2003-2004 (in cui era subentrato ad Angelo Carrano), e ottenendo l'anno seguente la promozione in Serie C1 grazie alla vittoria del campionato di Serie C2 2004-2005. Ottiene un'altra promozione in Serie C1 con il Giulianova al termine della stagione 2008-2009 quando, dopo aver raggiunto il terzo posto al termine della stagione regolare, vince i play-off battendo in finale il Prato.
Nel marzo 2012 subentra alla guida del Melfi in Lega Pro Seconda Divisione, ottenendo la salvezza diretta al termine del campionato e viene confermato per l'annata 2012-2013. Riconfermato nella stagione successiva, il 13 aprile 2014 il tecnico pugliese con due turni d'anticipo guida i lucani nella Lega Pro Unica, portandoli per la prima volta nella loro storia nella terza serie. Nel campionato di Lega Pro 2014-2015 l'allenatore barese riesce a compiere un'ulteriore impresa classificandosi nono (con conseguente qualificazione ai preliminari di Coppa Italia 2015-2016) nonostante avesse a disposizione una squadra composta quasi totalmente da giovani, alcuni dei quali addirittura esordienti in un campionato professionistico.
Dopo tre stagioni e mezzo più che positive termina la sua esperienza sulla panchina gialloverde e nel luglio 2015 accetta la proposta dell'Ischia (sempre in Lega Pro, girone C). Il 14 gennaio 2016 rassegna dimissioni per incomprensioni di natura gestionale e tecnica con la società.
Il 26 settembre 2016 il Melfi lo richiama in panchina in Lega Pro.
Nel giugno 2017 diventa tecnico della Cavese, poi dal 25 giugno 2018 viene presentato come nuovo allenatore dell'Audace Cerignola con cui arriva secondo in campionato vincendo i play-off contro il Taranto.
Nel campionato 2019-20 assume la guida del Casarano. A fine stagione non viene però confermato e il 21 gennaio 2021 viene comunicato il suo ritorno sulla panchina del Giulianova, in Serie D.
Il 12 ottobre 2021 assume la guida del Nereto, nel girone F della Serie D, al posto dell'esonerato Stefano Senigagliesi. Il 20 dicembre, con la squadra penultima in classifica viene sollevato dall'incarico.
Nel settembre 2022 sostituisce Renato Cioffi sulla panchina dell'Afragolese, in Serie D. Il 14 novembre seguente, dopo la sconfitta casalinga contro il Team Altamura e la squadra al nono posto in classifica, viene sollevato dall'incarico. Viene richiamato il 10 gennaio seguente, al posto di Massimo Agovino, terminando il campionato all’undicesimo posto a tre punti dalla zona play-out.
Nel dicembre 2023 ritorna dopo 24 anni alla guida del Barletta in Serie D, prendendo il posto del dimissionario Ciro Ginestra. Il 2 febbraio 2024, dopo non essere riuscito a raddrizzare la stagione biancorossa, la società comunica il suo esonero.
Il 28 Gennaio 2025 viene ufficializzato come nuovo allenatore del Costa d'Amalfi, squadra campana di Serie D.

## Palmarès

### Giocatore
- Campionato italiano Serie C1: 1

Matera: 1978-1979 (girone B)

### Allenatore
- Campionato italiano Serie D: 1

Manfredonia: 2003-2004 (girone H)
- Campionato italiano Serie C2: 1

Manfredonia: 2004-2005 (girone C)